# Tiro nos Jogos Olímpicos de Verão de 2012
As competições de tiro nos Jogos Olímpicos de Verão de 2012 foram realizadas entre 28 de julho e 6 de agosto na Royal Artillery Barracks, em Londres. Com o mesmo programa de 2008, contou com a disputa de 15 eventos e participação de quase 400 atiradores.

## Calendário
|           | Julho | Julho | Julho | Julho | Julho | Julho | Julho | Agosto | Agosto | Agosto | Agosto | Agosto | Agosto | Agosto | Agosto | Agosto | Agosto | Agosto | Agosto |
| --------- | ----- | ----- | ----- | ----- | ----- | ----- | ----- | ------ | ------ | ------ | ------ | ------ | ------ | ------ | ------ | ------ | ------ | ------ | ------ |
| Tiro      | 25    | 26    | 27    | 28    | 29    | 30    | 31    | 1      | 2      | 3      | 4      | 5      | 6      | 7      | 8      | 9      | 10     | 11     | 12     |
| Feminino  |       |       |       | 1     | 2     |       |       | 1      |        |        | 2      |        |        |        |        |        |        |        |        |
| Masculino |       |       |       | 1     |       | 1     | 1     |        | 1      | 2      |        | 1      | 2      |        |        |        |        |        |        |

|  | Dia de competição |  | Dia de final |

## Eventos

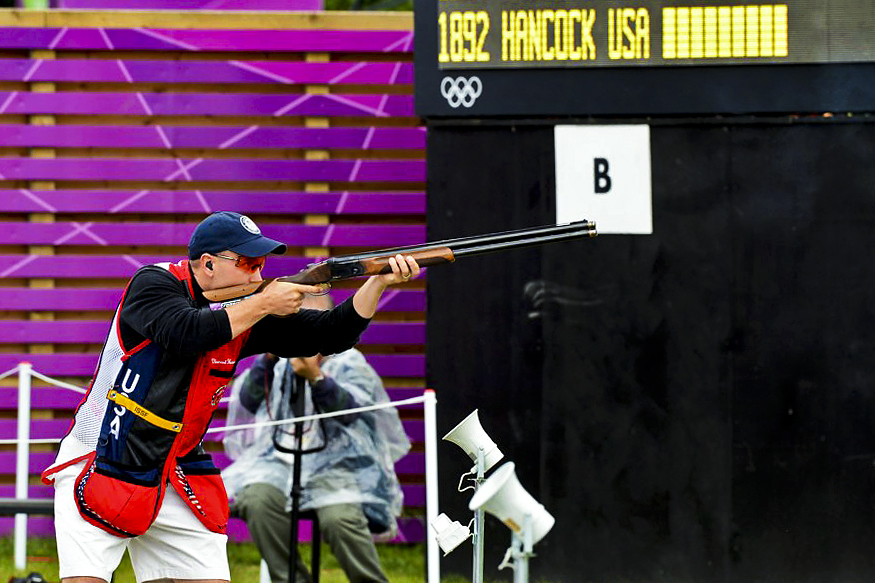
Vincent Hancock venceu a prova do skeet masculino.

Quinze conjuntos de medalhas serão concedidas nos seguintes eventos:
Feminino
- Pistola de ar 10 m
- Pistola livre 25 m
- Carabina de ar
- Carabina três posições
- Fossa olímpica
- Skeet

Masculino
- Pistola de ar 10 m
- Tiro rápido 25 m
- Pistola livre 50 m
- Carabina de ar
- Carabina deitado 50 m
- Carabina três posições
- Fossa olímpica
- Fossa olímpica dublê
- Skeet

## Medalhistas
Masculino
| Evento                          | Ouro                               | Prata                            | Bronze                            |
| ------------------------------- | ---------------------------------- | -------------------------------- | --------------------------------- |
| Pistola de ar 10 m detalhes     | Jin Jong-oh KOR Coreia do Sul      | Luca Tesconi ITA Itália          | Andrija Zlatić SRB Sérvia         |
| Tiro rápido 25 m detalhes       | Leuris Pupo CUB Cuba               | Vijay Kumar IND Índia            | Ding Feng CHN China               |
| Pistola livre 50 m detalhes     | Jin Jong-oh KOR Coreia do Sul      | Choi Young-rae KOR Coreia do Sul | Wang Zhiwei CHN China             |
| Carabina de ar 10 m detalhes    | Alin Moldoveanu ROU Romênia        | Niccolò Campriani ITA Itália     | Gagan Narang IND Índia            |
| Carabina deitado 50 m detalhes  | Sergei Martynov BLR Bielorrússia   | Lionel Cox BEL Bélgica           | Rajmond Debevec SLO Eslovênia     |
| Carabina três posições detalhes | Niccolò Campriani ITA Itália       | Kim Jong-hyun KOR Coreia do Sul  | Matthew Emmons USA Estados Unidos |
| Fossa olímpica detalhes         | Giovanni Cernogoraz CRO Croácia    | Massimo Fabbrizi ITA Itália      | Fehaid Al-Deehani KUW Kuwait      |
| Fossa olímpica dublê detalhes   | Peter Wilson GBR Grã-Bretanha      | Håkan Dahlby SWE Suécia          | Vasily Mosin RUS Rússia           |
| Skeet detalhes                  | Vincent Hancock USA Estados Unidos | Anders Golding DEN Dinamarca     | Nasser Al-Attiyah QAT Catar       |

Feminino
| Evento                          | Ouro                               | Prata                             | Bronze                             |
| ------------------------------- | ---------------------------------- | --------------------------------- | ---------------------------------- |
| Pistola de ar 10 m detalhes     | Guo Wenjun CHN China               | Céline Goberville FRA França      | Olena Kostevych UKR Ucrânia        |
| Pistola livre 25 m detalhes     | Kim Jang-mi KOR Coreia do Sul      | Chen Ying CHN China               | Olena Kostevych UKR Ucrânia        |
| Carabina de ar 10 m detalhes    | Yi Siling CHN China                | Sylwia Bogacka POL Polônia        | Yu Dan CHN China                   |
| Carabina três posições detalhes | Jamie Lynn Gray USA Estados Unidos | Ivana Maksimović SRB Sérvia       | Adéla Sýkorová CZE República Checa |
| Fossa olímpica detalhes         | Jessica Rossi ITA Itália           | Zuzana Štefečeková SVK Eslováquia | Delphine Réau FRA França           |
| Skeet detalhes                  | Kim Rhode USA Estados Unidos       | Wei Ning CHN China                | Danka Barteková SVK Eslováquia     |

## Quadro de medalhas

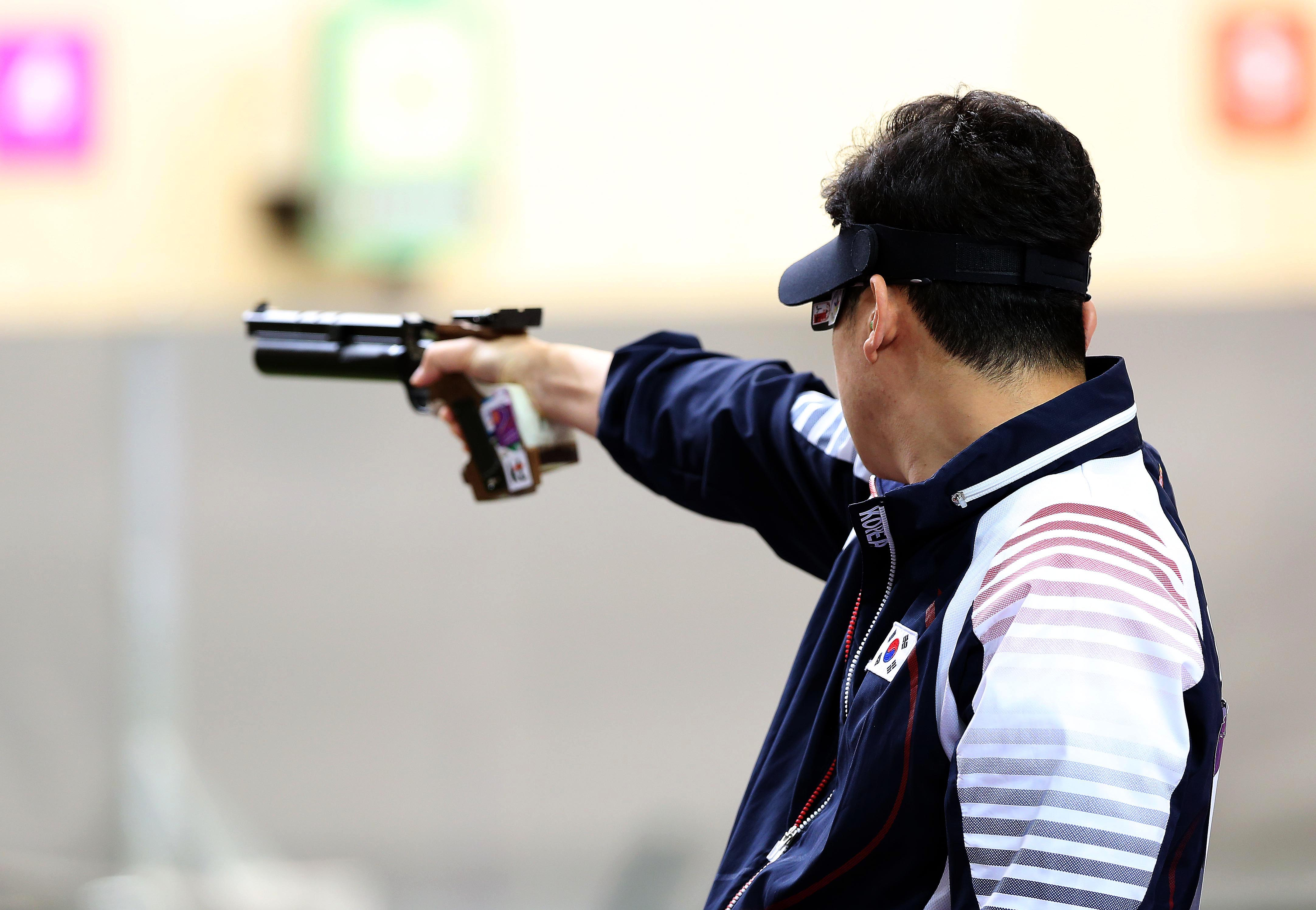
Jin Jong-Oh conquistou duas medalhas de ouro e ajudou a Coreia do Sul a liderar o quadro no tiro.

| Ordem | País                | Medalha de ouro | Medalha de prata | Medalha de bronze |    | Ordem por total |
| ----- | ------------------- | --------------- | ---------------- | ----------------- | -- | --------------- |
| 1     | KOR Coreia do Sul   | 3               | 2                |                   | 5  | 2               |
| 2     | USA Estados Unidos  | 3               |                  | 1                 | 4  | 4               |
| 3     | ITA Itália          | 2               | 3                |                   | 5  | 2               |
| 4     | CHN China           | 2               | 2                | 3                 | 7  | 1               |
| 5     | BLR Bielorrússia    | 1               |                  |                   | 1  | 10              |
|       | CRO Croácia         | 1               |                  |                   | 1  | 10              |
|       | CUB Cuba            | 1               |                  |                   | 1  | 10              |
|       | GBR Grã-Bretanha    | 1               |                  |                   | 1  | 10              |
|       | ROU Romênia         | 1               |                  |                   | 1  | 10              |
| 10    | FRA França          |                 | 1                | 1                 | 2  | 5               |
|       | IND Índia           |                 | 1                | 1                 | 2  | 5               |
|       | SRB Sérvia          |                 | 1                | 1                 | 2  | 5               |
|       | SVK Eslováquia      |                 | 1                | 1                 | 2  | 5               |
| 14    | BEL Bélgica         |                 | 1                |                   | 1  | 10              |
|       | DEN Dinamarca       |                 | 1                |                   | 1  | 10              |
|       | POL Polônia         |                 | 1                |                   | 1  | 10              |
|       | SWE Suécia          |                 | 1                |                   | 1  | 10              |
| 18    | UKR Ucrânia         |                 |                  | 2                 | 2  | 5               |
| 19    | CZE República Checa |                 |                  | 1                 | 1  | 10              |
|       | KUW Kuwait          |                 |                  | 1                 | 1  | 10              |
|       | RUS Rússia          |                 |                  | 1                 | 1  | 10              |
|       | SLO Eslovênia       |                 |                  | 1                 | 1  | 10              |
|       | QAT Catar           |                 |                  | 1                 | 1  | 10              |
| TOTAL | TOTAL               | 15              | 15               | 15                | 45 | —               |